# Литерал (математическая логика)
Литерал в теории булевых функций и логике высказываний — булева формула, имеющая вид {\displaystyle x} или {\displaystyle {\overline {x}}} для некоторой переменной {\displaystyle x}. Разделяют два типа литералов:
- Положительный литерал — формула вида {\displaystyle x};
- Отрицательный литерал — формула вида {\displaystyle {\overline {x}}}.

Литералы иногда обозначаются {\displaystyle x^{\sigma }}, где {\displaystyle \sigma } принимает значение {\displaystyle 1} или {\displaystyle 0}. Это обозначение определяется следующим образом:
{\displaystyle x^{\sigma }={\begin{cases}x&\sigma =1\\{\overline {x}}&\sigma =0\end{cases}}}
В логике первого или высших порядков литералом называют либо атомарную формулу, (логические константы атомарной формулой не считаются), либо её логическое отрицание. Соответственно, разделяют два типа литералов:
- Положительный литерал — непосредственно атомарная формула.
- Отрицательный литерал — логическое отрицание атомарной формулы.